# Estípit (palmera)

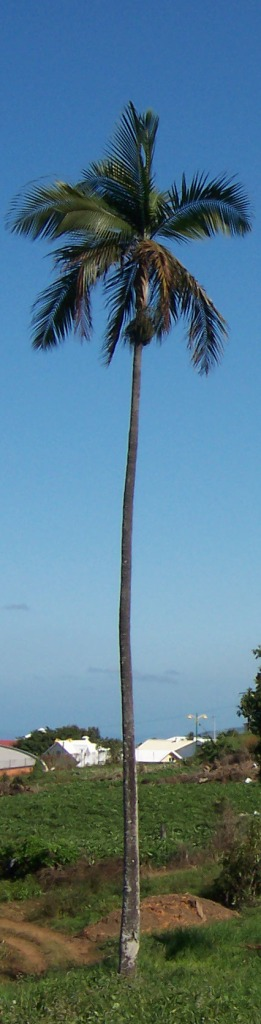
Dictyosperma album i el seu tronc o estípit

L'estípit d'una palmera és el fals tronc que tenen les espècies de la família de les arecàcies o palmeres. Els estípits de les palmeres només tenen creixement secundari fins que arriben al gruix definitiu. Després, el seu diàmetre és constant des del peu fins al ramell de fulles terminals. L'única part amb teixits meristemàtics és la part de dalt del tronc de les palmeres. Llevat de rares excepcions, l'estípit no està ramificat. Si l'estípit queda ferit, ja no es recupera. A tot el llarg de l'estípit hi ha els senyals que deixen els pecíols de les fulles que van caient.